# Michael Stuart Brown
Michael Stuart Brown (New York, 13 aprile 1941) è un biologo e biochimico statunitense, Premio Nobel per la medicina nel 1985, insieme con Joseph L. Goldstein, grazie alle loro scoperte riguardanti la regolazione del metabolismo del colesterolo, con l'introduzione in medicina del concetto di recettore e del concetto di prevenzione farmacologica da affiancare a quello di prevenzione dietetica.